# Туре Пеньуго, Пьер
Туре Пеньуго Пьер (1944 — 24 декабря 2011 года) — бывший директор банка Африканского развития, директор Африканского отдела ООН по борьбе со СПИДом. Выпускник Университета дружбы народов им. П. Лумумбы (1973).

## Биография
Туре Пеньуго Пьер родился в 1944 году. В 1973 году окончил факультет экономики и права Университета дружбы народов им. Патриса Лумумбы в Москве.
Продолжил образование в Университете социальных наук города Тулузы, (Франция). В 1974 году получил диплом углубленного высшего специального образования по специальности «международная торговля». В дальнейшем проходил стажировку во Франции, США и Тунисе.
По окончании учебы в 1976—1977 годах работал специалистом по экономическим исследованиям в Экономическом сообществе Западной Африки (CEAO), Уагадугу; в Африканском банке развития (BAD) (1978—1995) в  городе Абиджане, в Департаменте исследований и планирования (1978).
Место дальнейшей работы:
- специалист по персоналу, начальник отдела при Департаменте администрирования и персонала (1978—1981);
- специалист по государственным делам при Генеральном секретариате, помощник Генерального секретаря Африканского банка развития (BAD) (1981—1987);
- специалист по выдаче ссуд (1987—1990);
- начальник протокольного отдела АБР со степенью заведующего отделением (1990—1995);
- координатор X Международной конференции, посвященной венерическим заболеваниям и СПИДу в Африке: CISMA (1997—1998).

В последующем занимал должность директора Африканского банка развития, руководил Ассоциацией выпускников советских и российских вузов в Кот-д’Ивуаре, был директором Комиссии ООН по борьбе со СПИДом, членом многих неполитических ассоциаций. Кроме того, Туре Пеньуго Пьер был заместителем мэра муниципалитета Бинжервиль, методистом Африканского центра менеджмента и повышения квалификации кадров (CAMPC), методистом Британского института менеджмента и технологии (IBMT), преподавал в Университете Атлантики.
Туре Пеньуго Пьер скончался 24 декабря 2011 года в городе Бинжервиле в юго-восточной части Кот-д’Ивуара.